# Ruben Loftus-Cheek
Ruben Loftus-Cheek (Lewisham, 1996. január 23. –) angol válogatott labdarúgó, az AC Milan játékosa.

## Pályafutása
Lotfus-Cheek már nyolcéves kora óta a Chelsea FC játékosa. Utánpótlás szinten mindent megnyert a londoniakkal, az FA Youth Cup-ot, az U21-es korosztály számára kiírt bajnokságot, és az ifjúsági Bajnokok Ligájának megfelelő UEFA Youth League-át. A felnőtt csapatban 2014. december 10-én a Sporting CP elleni UEFA-bajnokok ligája mérkőzésen debütált, Cesc Fàbregast váltotta az utolsó hét percben.
A bajnokságban a Manchester City elleni 1-1-es döntetlen alkalmával debütált 2015. január 31-én.

### Válogatott
Loftus-Cheek 2011-ben lépett először pályára Anglia U16-os korosztályos válogatottjában, majd a következő években az U19-es és az U21-es korosztályban is lehetőséget kapott. Az igazi áttörést a 2015-ös U21-es Európa-bajnokság jelentette, ezt követően került fel a Chelsea felnőtt csapatához. 2016-ban részt vett a Touloni Ifjúsági Tornán, ahol győztes gólt szerzett a franciák elleni döntőben és a torna legjobbjának is megválasztották, Alan Shearer után az első angol játékosként.

## Játékstílusa
Miután debütált a Chelsea első csapatában, a The Guardian újságírója, Barney Ronay "érdekes" és olyan játékosnak jellemezte aki mélyen szervezi a játékot és nyugalmat áraszt a pályán a jelenlétével. Glenn Hoddle Michael Ballackhoz hasonlította, szerinte fizikailag és játékstílusban is az egykori német vb-ezüstérmes játékostra hasonlít Loftus-Cheek a leginkább.

## Magánélete
Két féltestvére, Carl Cort és Leon Cort szintén profi labdarúgók.

## Statisztika
2018. április 28-án frissítve
| Klub                        | Szezon           | Bajnokság        | Bajnokság     | Bajnokság | FA-kupa       | FA-kupa | Ligakupa      | Ligakupa | Nemzetközi kupa | Nemzetközi kupa | Összesen      | Összesen |
| Klub                        | Szezon           | Bajnokság        | Pályára lépés | Gólok     | Pályára lépés | Gólok   | Pályára lépés | Gólok    | Pályára lépés   | Gólok           | Pályára lépés | Gólok    |
| --------------------------- | ---------------- | ---------------- | ------------- | --------- | ------------- | ------- | ------------- | -------- | --------------- | --------------- | ------------- | -------- |
| Chelsea                     | 2014–15          | Premier League   | 3             | 0         | 0             | 0       | 0             | 0        | 1               | 0               | 4             | 0        |
| Chelsea                     | 2015–16          | Premier League   | 13            | 1         | 2             | 1       | 1             | 0        | 1               | 0               | 17            | 2        |
| Chelsea                     | 2016–17          | Premier League   | 6             | 0         | 3             | 0       | 2             | 0        | —               | —               | 11            | 0        |
| Összesen                    | Összesen         | Összesen         | 22            | 1         | 5             | 1       | 3             | 0        | 2               | 0               | 32            | 2        |
| Crystal Palace (kölcsönben) | 2017–18          | Premier League   | 22            | 2         | 0             | 0       | 1             | 0        | —               | —               | 23            | 2        |
| Karrier összesen            | Karrier összesen | Karrier összesen | 44            | 3         | 5             | 1       | 4             | 0        | 2               | 0               | 55            | 4        |

## Sikerei, díjai

### Klub
Chelsea ifi
- FA Youth Cup: 2011–12, 2013–14
- Barclays Under 21 Premier League: 2013–14
- UEFA Youth League: 2014–15[16]

Chelsea
- Premier League: 2014-15[17]

### International
Anglia U21
- Touloni Ifjúsági Torna: 2016

### Egyéni
- Touloni Ifjúsági Torna a torna legjobb játékosa (1): 2016[18]